# テムズ航海訓練学校

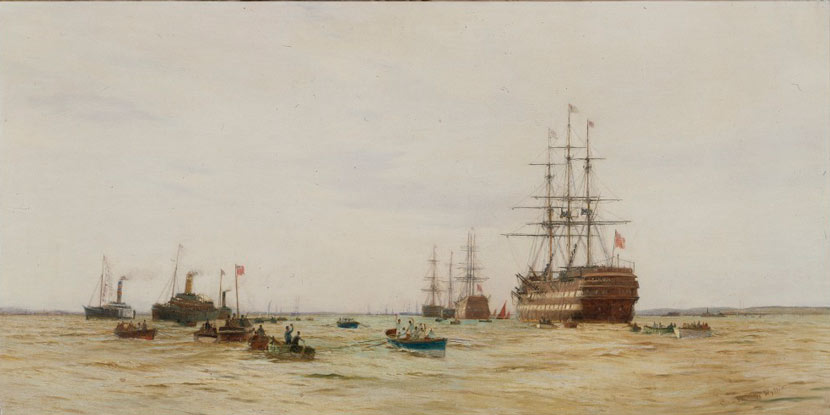
First boat race on the Mersey between cadets of HMS Conway and HMS Worcester, 11 June 1891; by Charles W. Wyllie

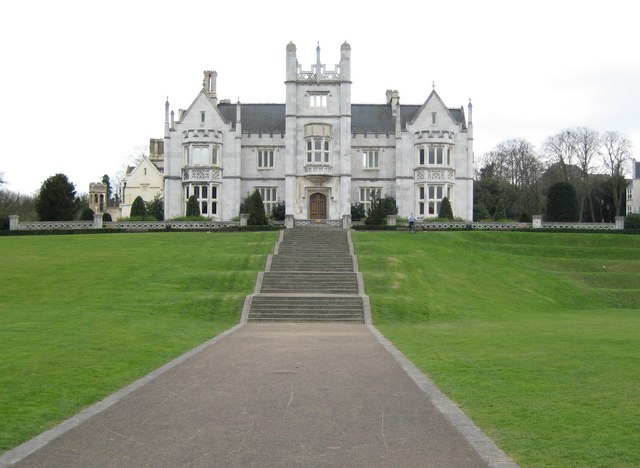
Ingress Abbey at Greenhithe provided the shore facilities

テムズ航海訓練学校（Thames Nautical Training College）は、イギリスの商船学校。HMSウースターを練習船とした。
卒業生には多数の英国海軍や英国商船隊の士官がいる。著名な出身者に大日本帝国海軍大将、連合艦隊司令長官の東郷平八郎（1874年卒）がいる。